# Landsat-1
Landsat 1 (МФА lændsat, ERTS A, ERTS 1, Earth Resources Technological Satellite) — первый спутник программы «Landsat» (США). Построен на модифицированной базе метеорологического спутника «Nimbus 4» (запущен 08.04.1970) в Valley Forge, Пенсильвания подразделением Space Division компании General Electric. Запущен 23 июля 1972 года ракетой Дельта-900 574/D-89 со второго стартового комплекса авиабазы Ванденберг в Калифорнии. Спутник на околополярной орбите служил как стабилизированная, ориентированная на Землю платформа для получения информации о сельском хозяйстве, лесных ресурсах, геологии, минеральных ресурсах, гидрологии, водных ресурсах, географии, картографии, загрязнении окружающей среды, океанологии, морских ресурсах, а также метеорологических явлениях.
Для достижения этих целей, на аппарате установлены:
- трёхкамерный видикон с возвращаемым лучом (RBV) для получения фотографических изображений Земли в видимом и коротковолновом инфракрасном излучениях. Использовался с 23 июля 1972 по 5 августа 1972 и сделал 1692 снимка

пространственное разрешение — 80 м
диапазоны спектра — видимый синий-зеленый (475—575 нм), видимый оранжевый-красный (580—680 нм), видимый красный-околоинфракрасный (690—830 нм)
- четырёхканальный мультиспектральный сканер (MSS) для получения радиометрических изображений Земли

пространственное разрешение — 80 м
диапазоны спектра — видимый зелёный (0,5-0,6 мкм), видимый красный (0,6-0,7 мкм), околоинфракрасный (0,7-0,8 мкм) и околоинфракрасный (0,8-1,1 мкм)
- подсистема сбора данных (DCS) для сбора информации с удаленных, индивидуально оборудованных наземных станций и передачи данных на центральные станции обнаружения.

Спутник также нёс два широкополосных видеомагнитофона (WBVTR-1 и WBVTR-2), способных хранить до 30 минут данных со сканера или камеры, давая датчикам аппарата возможности почти глобального охвата.
Усовершенствованная система пространственной стабилизации состоящая из сканеров горизонта, солнечных датчиков, и антенны командной связи в сочетании с двигательной установкой на фреоне позволяла поддерживать ориентацию космического аппарата в пределах плюс-минус 0,7 градуса по всем трем осям. Система связи КА включала командную подсистему работающую на 154,2 и 2106,4 МГц и узкополосную PCM телеметрическую подсистему работающую на 2287,5 и 137,86 МГц, для данных: служебных, пространственных и характеристик датчика. Видеоданные из трёхкамерного ребикона передавались как в режиме реального времени и в режиме воспроизведения записей с магнитофона на 2265,5 МГц, в то время как информация от MSS вжималась в 20-ти МГц радиочастотном диапазоне на 2229,5 МГц.
В 1976 году Landsat 1 обнаружил крошечный необитаемый остров в 20 км от восточного побережья Канады. Впоследствии этот остров был назван «Landsat Island», в честь спутника.
Космический аппарат был выключен 6 января 1978 года, когда совокупная прецессия плоскости орбиты привела к тому, что аппарат стал перегреваться под почти постоянным воздействием солнечного света.